# Nagehan Malkoç
Nagehan Malkoç (nascuda Nagehan Gül a Yeşilyurt, Tokat, província de Tokat) és una boxejadora amateur turca, campiona europea de 57 kg el 2007. Es va iniciar a la boxa de petita a Gebze, on es va traslladar amb la seva familìa quan tenia 10 anys. Va guanyar varies medalles de bronze en campionats d'Europa, representant a Turquia, des del 2005, fins al 2011 a Rotterdam. El 2011 es va casar amb l'empresari turc Hakan Malkoç i treballa per a la Municipalitat Metropolitana de Kocaeli, com a directora de secció.